# Paris-Roubaix 1967
Paris-Roubaix 1967 a fost a 65-a ediție a Paris-Roubaix, o cursă clasică de ciclism de o zi din Franța. Evenimentul a avut loc pe 9 aprilie 1967 și s-a desfășurat pe o distanță de 263 de kilometri de la Compiègne până la velodromul din Roubaix. Câștigătorul a fost Jan Janssen din Țările de Jos de la echipa Pelforth.

## Rezultate
| Loc | Concurent                  | Echipă                                  | Timp       |
| --- | -------------------------- | --------------------------------------- | ---------- |
| 1   | Jan Janssen (NED)          | Pelforth–Sauvage–Lejeune                | 7h 08' 31" |
| 2   | Rik Van Looy (BEL)         | Willem II–Gazelle                       | + 0"       |
| 3   | Rudi Altig (FRG)           | Molteni                                 | + 0"       |
| 4   | Georges Vandenberghe (BEL) | Roméo–Smith's                           | + 0"       |
| 5   | Edward Sels (BEL)          | Flandria–De Clerck                      | + 0"       |
| 6   | Willy Planckaert (BEL)     | Roméo–Smith's                           | + 0"       |
| 7   | Raymond Poulidor (FRA)     | Mercier–BP–Hutchinson                   | + 0"       |
| 8   | Eddy Merckx (BEL)          | Peugeot–BP–Michelin                     | + 0"       |
| 9   | Arthur Decabooter (BEL)    | Groene Leeuw–Tibetan–Pull Over Centrale | + 0"       |
| 10  | Gianni Motta (ITA)         | Molteni                                 | + 0"       |